# Project Moonbase
Pour plus de détails, voir Fiche technique et Distribution.
Project Moonbase est un film américain réalisé par Richard Talmadge, sorti en 1953.
Le film est inhabituel pour l'époque, dans la mesure où il tente à la fois de dépeindre un voyage spatial « réaliste » et de proposer une vision du futur dans lequel les femmes occupent des postes d'autorité et de responsabilité, à l'égal de l'homme ; dans le script, le président des États-Unis est ainsi une femme.

## Synopsis
Dans le futur, en 1970, les États-Unis envisagent de construire des bases sur la Lune. Le colonel Briteis (Donna Martell), le major Bill Moore (Ross Ford), et le docteur Wernher (Larry Johns) sont envoyés en orbite autour du satellite de la Terre pour étudier les sites d'atterrissage pour les futures missions lunaires. Toutefois, le docteur Wernher est un imposteur dont la mission est de détruire la station spatiale des États-Unis en orbite terrestre, en la faisant entrer en collision avec la fusée de la station sur le chemin du retour.
Pourtant, Wernher révèle par inadvertance son identité. Un combat se déroulant pour obtenir le contrôle de la fusée, le colonel Briteis est obligé d'effectuer un atterrissage d'urgence sur la Lune. Avec tous les rescapés, le docteur Wernher se rachète en aidant à établir des communications avec la Terre, même si l'accident entraîne un décès. En réponse à la tournure inattendue des évènements, les autorités américaines décident de faire du vaisseau immobilisé le cœur d'une base de la « nouvelle Lune ».
Pour éviter un scandale d'avoir un homme et une femme célibataires vivant seuls de manière très proche pendant des semaines, le général Greene (Hayden Rorke) propose au major Moore d'épouser le colonel Briteis. Briteis accepte, mais demande que le major soit promu brigadier général après leur mariage, afin qu'il ait un rang supérieur au sien. Malgré son aspect novateur, le film reste encore rétrograde sur le sujet des femmes : Briteis, bien que sympathique, apparaît comme incompétente, facilement terrifiée et se tournant vers le major Moore dès que la situation devient dangereuse.

## Fiche technique
- Titre original : Project Moonbase
- Réalisation : Richard Talmadge
- Scénario : Robert A. Heinlein et Jack Seaman
- Musique : Herschel Burke Gilbert
- Photographie : William C. Thompson
- Montage : Roland Gross
- Costumes : Jack E. Miller
- Production : Jack Seaman
- Sociétés de production : Galaxy Pictures Inc.
- Distribution : Lippert Pictures
- Pays de production :  États-Unis
- Langue originale : anglais
- Format : noir et blanc
- Durée : 63 minutes
- Date de sortie :
  - États-Unis : 4 septembre 1953

## Distribution
- Donna Martell : Colonel Briteis
- Hayden Rorke : Général « Pappy » Greene
- Ross Ford : Major Bill Moore
- Larry Johns : Doctor Wernher
- Herb Jacobs : M. Roundtree
- Barbara Morrison : Polly Prattles
- Ernestine Barrier : Madame President
- James Craven : Commodore Carlson
- John Hedloe : Adjutant
- Peter Adams : Capitaine Carmody

## Source de la traduction
- (en) Cet article est partiellement ou en totalité issu de l’article de Wikipédia en anglais intitulé « Project Moonbase » (voir la liste des auteurs).